# Ойвож (приток Шервожа)
Ойвож — река в России, протекает по Кудымкарскому району Пермского края. Устье реки находится в 1,7 км по левому берегу реки Шервож. Длина реки составляет 12 км.
Исток на Верхнекамской возвышенности на границе с Кировской областью, в 10 км к юго-западу от села Верх-Буждом. Исток находится на водоразделе с бассейном Чуса. Река течёт на юго-восток и юг, всё течение проходит по ненаселённому лесному массиву. Впадает в Иньву в 3 км к северо-востоку от села Весёлый Мыс.

## Данные водного реестра
По данным государственного водного реестра России относится к Камскому бассейновому округу, водохозяйственный участок реки — Кама от города Березники до Камского гидроузла, без реки Косьва (от истока до Широковского гидроузла), Чусовая и Сылва, речной подбассейн реки — бассейны притоков Камы до впадения Белой. Речной бассейн реки — Кама.
Код объекта в государственном водном реестре — 10010100912111100007857.